# 理学療法士作業療法士学校養成施設指定規則
理学療法士作業療法士学校養成所指定規則（りがくりょうほうしさぎょうりょうほうしがっこうようせいじょしていきそく）は、1966年（昭和41年）3月30日に、日本国の理学療法士及び作業療法士法に基づき昭和41年文部省・厚生省令第3号として公布された省令である。

## 教育内容
- 基礎分野
  - 科学的思考の基盤
  - 人間と生活
- 専門基礎分野
  - 人体の構造と機能及び心身の発達
  - 疾病と障害の成り立ち及び回復過程の促進
  - 保健医療福祉とリハビリテーションの理念
- 専門分野
  - 基礎作業療法学
  - 作業療法評価学
  - 作業治療学
  - 地域作業療法学
  - 臨床実習